# Розова Луїза Володимирівна
Луї́за Володимирівна Ро́зова (рос. Луиза Владимировна Розова; ім'я при народженні — Єлизаве́та Володи́мирівна Кривоно́гих; нар. 3 березня 2003, Санкт-Петербург) — російська медійна особа, діджейка, модельєрка та кураторка виставок, яку вважають позашлюбною донькою президента Росії Володимира Путіна.

## Біографія
Народилася 3 березня 2003 року в Санкт-Петербурзі. Її матір — Світлана Кривоногих, яка, за даними розслідувань, була коханкою Володимира Путіна та після народження доньки значно покращила своє матеріальне становище, ставши мільярдеркою та міноритарним акціонером банку «Росія».
У 14 років Єлизавета змінила ім'я на Луїза Розова. У її свідоцтві про народження в графі «батько» стоїть прочерк, однак зазначено по батькові «Володимирівна». Уперше про її можливий зв'язок з Путіним у 2020 році повідомило видання «Проект», яке відзначило «феноменальну схожість» дівчини з президентом Росії. Експерти, на замовлення видання, встановили, що риси обличчя Путіна та Розової збігаються більш ніж на 70%.
У 2020 році Луїза Розова вступила до паризької приватної школи менеджменту у сфері культури та мистецтва ICART.

## Громадська позиція та життя в еміграції
До повномасштабного вторгнення Росії в Україну Луїза Розова вела публічний спосіб життя, демонструючи елементи розкоші: публікувала фото в дизайнерському одязі, подорожувала на приватних літаках та працювала діджейкою в модних клубах. Це викликало критику з боку російської опозиції.
Після лютого 2022 року, за її словами, вона покинула Росію, розірвала всі соціальні зв'язки та почала жити в еміграції у Парижі. Свій вимушений переїзд вона назвала життям у «золотій клітці», оскільки не може повернутися до улюбленого Санкт-Петербурга.
У березні 2022 року в Instagram вона опублікувала чорний квадрат з написом «Ні війні» англійською мовою, супроводивши його дописом, у якому поставила під сумнів можливість вплинути на «людину, настільки божевільну, щоб буквально оголосити війну всьому світу».
У серпні 2025 року Розова вперше опублікувала в соціальних мережах селфі, на яких не приховувала свого обличчя, та зробила резонансну заяву, опосередковано звинувативши свого ймовірного батька у трагедіях:
 Так чудово знову показати світові своє обличчя. Це щодня нагадує мені, ким я народилася і хто зруйнував моє життя. Людина, яка забрала мільйони життів і зруйнувала моє.

При цьому ім'я Путіна вона прямо не назвала.
У Парижі Луїза Розова працює в галереї, де виставляється антивоєнне мистецтво. У червні 2025 року російська художниця в еміграції Анастасія Родіонова відмовилася від співпраці з паризькими галереями, де Розова виступала кураторкою, заявивши, що не може працювати з людиною, яка, на її думку, отримала вигоду від російського режиму. У відповідь на це Розова вперше публічно прокоментувала свою ситуацію:
 Я дійсно винна в діях своєї сім'ї, яка навіть не чує мене?

Після переїзду до Парижа Розова намагається змінити свій імідж, у соцмережах вона критикує культ брендів, притаманний дітям російської еліти.